# Sokołów Górny
Sokołów Górny – wieś w Polsce położona w województwie świętokrzyskim, w powiecie jędrzejowskim, w gminie Sobków. Ma status sołectwa.
| SIMC    | Nazwa      | Rodzaj  |
| ------- | ---------- | ------- |
| 0270685 | Leflerówka | kolonia |

W lipcu 1943 wieś spacyfikowali żandarmi niemieccy z Jędrzejowa. Powodem było zastrzelenie przez partyzantów żandarma i rozbrojenie dwóch granatowych policjantów. W wyniku pacyfikacji zamordowano 4 osoby a 30 aresztowano. Spalono wiele zabudowań gospodarczych.
W latach 1975–1998 miejscowość administracyjnie należała do województwa kieleckiego.